# Leiotulus isfahanicus
Leiotulus isfahanicus är en flockblommig växtart som först beskrevs av Alava, och fick sitt nu gällande namn av Pimenov och T.A.Ostroumova. Leiotulus isfahanicus ingår i släktet Leiotulus och familjen flockblommiga växter. Inga underarter finns listade i Catalogue of Life.